# Negozio automatico
Si definisce negozio automatico il locale adibito ad uso esclusivo di distributori automatici, aperto - in genere - 24 ore al giorno tutti i giorni dell'anno. Nei distributori automatici vengono erogate bevande calde, fredde, snack dolci e salati, panini, tramezzini e articoli.
Il negozio automatico ha la caratteristica, quindi, di non aver bisogno di personale addetto alla vendita e ogni macchina distributrice è in grado, autonomamente, di accettare monete, banconote, pagamenti con carte di credito/debito, e di erogare il resto.

## Caratteristiche

### Assenza di addetti alla vendita
Si definisce automatico perché non vi è bisogno di addetti alla vendita o di addetti al controllo. La vendita e l'eventuale preparazione dei prodotti avviene in modo automatico. Tutto il processo avviene attraverso dei distributori automatici che autonomamente riescono a incassare, vendere e restituire l'eventuale resto.

### Orari
Il negozio automatico, proprio per il fatto di non aver bisogno di personale addetto alla vendita, può essere aperto tutti i giorni, festivi compresi, 24 ore al giorno.  A volte, per motivi di sicurezza, qualche proprietario decide di chiudere la notte, attraverso una serranda automatica o, molto spesso, attraverso istituti di vigilanza privata. 
I distributori, però non hanno alcun problema a lavorare per 24 ore al giorno. 
Vi possono essere però delle limitazioni, che variano da comune a comune, per quanto riguarda la vendita di bevande alcoliche o semplicemente le lattine. Per motivi di ordine pubblico, può esservi un'ordinanza del sindaco che per periodi limitati (in genere in concomitanza di eventi sportivi, manifestazioni varie o più semplicemente in periodi specifici dell'anno) che vieti determinati periodi. In questi casi, il gestore del negozio automatico dovrà provvedere alla rimozione degli articoli oggetto dell'ordinanza oppure programmare i distributori automatici che automaticamente ne impediscono la vendita per fascia oraria o per giorni.